# Carl Lumbly
Carl Winston Lumbly (Minneapolis, 14 de agosto de 1951) é um ator norte-americano. Ele é conhecido por seu papel como o primeiro super-herói negro da televisão em M.A.N.T.I.S., Dick Hallorann em Doctor Sleep, o detetive Marcus Petrie, da NYPD, no drama policial da CBS, Cagney & Lacey, o agente da CIA, Marcus Dixon, na série dramática de espionagem, da ABC, Alias, e como a voz de J'onn J'onnz / Caçador de Marte nas séries animadas Justice League (2001–04), Static Shock (2000–04) e Justice League Unlimited (2004–06), todas parte do DC Animated Universe.
Como referência ao seu trabalho de voz como J'onn, Lumbly interpretou o pai de J'onn J'onnz, M'yrnn, no Arrowverse, da CW, em Supergirl de 2017 a 2019. Ele também interpreta Isaiah Bradley, o primeiro supersoldado negro nas produções do Universo Cinematográfico Marvel (MCU), The Falcon and the Winter Soldier (2021) e em Captain America: Brave New World (2025).

## Biografia
Lumbly nasceu de imigrantes jamaicanos em Minneapolis, Minnesota. Ele se formou na South High School e no Macalester College, nas proximidades de St. Paul.
A primeira carreira de Lumbly foi como jornalista em Minnesota. Enquanto trabalhava para uma história sobre um teatro-oficina, ele foi escalado como ator. Ele permaneceu na companhia de improvisação por dois anos e mais tarde mudou-se para São Francisco, onde descobriu um anúncio de jornal que procurava “dois atores negros para peças políticas sul-africanas". Ele foi ao teste e conseguiu um dos papéis (junto com o então desconhecido Danny Glover). Lumbly e Glover fizeram turnê nas produções de Sizwe Bansi is Dead e The Island, de Athol Fugard.

## Carreira
O primeiro papel importante de Lumbly foi o detetive Marcus Petrie na série de televisão Cagney & Lacey (1982–88), onde seu personagem fez par com o detetive Victor Isbecki (Martin Kove). Em 1985, ele apareceu como Teseu em The Gospel At Colonus, uma iteração musical afro-americana da lenda de Édipo na série Great Performances da PBS. 
Em 1987, ele recebeu críticas positivas por sua interpretação do cofundador do Partido dos Panteras Negras, Bobby Seale, no filme para televisão da HBO, Conspiracy: The Trial of the Chicago 8. De 1989 a 1990, ele interpretou o personagem Earl Williams (nomeado em homenagem ao prisioneiro na história de Ben Hecht e Charles MacArthur, The Front Page), um professor falsamente acusado de estupro/assassinato de uma estudante, na série L.A. Law.
Em 1990, ele co-estrelou o filme aclamado pela crítica To Sleep with Anger, de Charles Burnett. De 1994 a 1995, Lumbly estrelou como personagem principal da curta série de ficção científica M.A.N.T.I.S.. Um de seus papéis mais visíveis foi como Marcus Dixon na série de televisão americana Alias (2001–06).
Outros papéis de destaque incluem dublar o Caçador de Marte em Justice League e Justice League Unlimited, assim como o pai do personagem, M'yrnn J'onzz, na série Supergirl. Em Superman: The Animated Series, Lumbly dublou o prefeito de Metropolis no episódio "Speed Demons" e o general militar alienígena Alterus no episódio "Absolute Power". Ele também dublou o vilão Stalker em Batman Beyond e o herói Anansi em dois episódios de Static Shock.
Em 2000, Lumbly interpretou o ativista e congressista Ron Dellums no filme The Color of Friendship, original do Disney Channel. Embora o filme se concentrasse na amizade da filha de Dellums com uma garota sul-africana branca, o filme também discutiu o papel de Dellums no fim do apartheid na África do Sul.
Também em 2000, Lumbly estrelou o episódio "Six Meetings Before Lunch" da primeira temporada de The West Wing como Jeff Breckenridge, um candidato a procurador-geral adjunto dos EUA que apoia reparações pela escravidão. Lumbly apareceu como Daniel "Bulldog" Novacek na série de televisão Battlestar Galactica (2004). Ele também desempenha um papel no pacote de expansão Kane's Wrath para o jogo de videogame Command and Conquer 3.  Também interpretou o capitão da polícia Joe Rucker em Southland, da TNT. 
Em 2021, Lumbly estrelou vários episódios da série do Disney+, The Falcon and the Winter Soldier (2021), como Isaiah Bradley, ambientado no Universo Cinematográfico Marvel (MCU), e reprisará o papel no longa-metragem Captain America: Brave New World (2024).
Ele também foi escalado como o pai de Beth Pearson, Abraham Clarke, na série This Is Us.
Em 2024, Lumbly interpretou C. Auguste Dupin, um personagem importante em The Fall of the House of Usher, da Netflix.

## Vida pessoal
Lumbly foi casado duas vezes e tem um filho. Ele foi casado com a atriz Vonetta McGee de 1987 até sua morte em 2010. Juntos, eles tiveram um filho, nascido em 1988. Lumbly casou-se com a autora Deborah Santana em 2015 e o casal se divorciou em 2019.

## Filmografia

### Filmes
| Ano  | Título                                                     | Personagem                                   | Notas                       |
| ---- | ---------------------------------------------------------- | -------------------------------------------- | --------------------------- |
| 1979 | Escape from Alcatraz                                       | Detento                                      |                             |
| 1981 | Caveman                                                    | Bork                                         |                             |
| 1981 | Lifepod                                                    | Keshah                                       |                             |
| 1984 | The Adventures of Buckaroo Banzai Across the 8th Dimension | John Parker                                  |                             |
| 1987 | The Bedroom Window                                         | Detetive Quirke                              |                             |
| 1988 | Coming to America                                          | Zelador do estádio                           |                             |
| 1988 | Judgement in Berlin                                        | Edwin Palmer                                 |                             |
| 1988 | Everybody's All-American                                   | Narvel Blue                                  |                             |
| 1990 | To Sleep with Anger                                        | Junior                                       |                             |
| 1990 | Pacific Heights                                            | Lou Baker                                    |                             |
| 1992 | South Central                                              | Ali                                          |                             |
| 1998 | Batman & Mr. Freeze: SubZero                               | Vozes adicionais                             | Direto para home video      |
| 1998 | How Stella Got Her Groove Back                             | Juíz Spencer Boyle                           |                             |
| 1999 | Nightjohn                                                  | Nightjohn                                    |                             |
| 2000 | Men of Honor                                               | Mac Brashear                                 |                             |
| 2000 | 9mm of Love                                                | Cue                                          | Curta-metragem              |
| 2002 | Just a Dream                                               | J.M. Hoagland                                |                             |
| 2003 | Nat Turner: A Troublesome Property                         | Nat Turner – Gray                            | Documentário                |
| 2007 | Namibia: The Struggle for Liberation                       | Sam Nujoma                                   |                             |
| 2008 | The Alphabet Killer                                        | Ellis Parks                                  |                             |
| 2008 | Immigrants                                                 | Splits Jackson                               | Voz, Dublagem em inglês     |
| 2010 | Nominated                                                  | Ray Cowan                                    |                             |
| 2012 | Justice League: Doom                                       | J'onn J'onnz / Caçador de Marte, Ma'alefa'ak | Voz, Direto para home video |
| 2012 | 99%                                                        | Carl Westen                                  | Curta-metragem              |
| 2015 | Justice League: Gods and Monsters                          | Silas Stone                                  | Voz, Direto para home video |
| 2015 | Quitters                                                   | Dr. Weiss                                    |                             |
| 2016 | Gilpin's Nightmare                                         | Charles Gilpin                               | Curta-metragem              |
| 2016 | Love Twice                                                 | Rodrigo                                      |                             |
| 2016 | A Cure for Wellness                                        | Wilson                                       |                             |
| 2019 | Doctor Sleep                                               | Dick Hallorann                               |                             |
| 2022 | I'm Charlie Walker                                         | Willie                                       |                             |
| 2024 | The Life of Chuck                                          | Sam Yarbrough                                | Pós-produção                |
| 2025 | Captain America: Brave New World                           | Isaiah Bradley                               | Pós-produção                |

### Televisão
| Ano        | Título                                 | Personagem                              | Notas                                                   |
| ---------- | -------------------------------------- | --------------------------------------- | ------------------------------------------------------- |
| 1979       | Emergency!                             | Beutel                                  | Episódio: "What's a Nice Girl Like You Doing...?"       |
| 1979       | Undercover with the KKK                | Reverendo Lowell                        | Telefilme                                               |
| 1980       | Lou Grant                              | Beutel                                  | Episódio: "Hazard"                                      |
| 1980       | Taxi                                   | Cliente #2                              | Episódio: "Fantasy Borough"                             |
| 1981       | The Jeffersons                         | Jimmy                                   | Episódio: "And the Doorknobs Shined Like Diamonds"      |
| 1981       | B. J. and the Bear                     | Representante do telefone               | Episódio: "Intercepted Pass"                            |
| 1981–1988  | Cagney & Lacey                         | Marcus Petrie                           | Personagem principal                                    |
| 1985       | Great Performances                     | Teseu                                   | Episódio: "The Gospel at Colonus"                       |
| 1987       | Conspiracy: The Trial of the Chicago 8 | Bobby Seale                             | Telefilme                                               |
| 1989–1990  | L.A. Law                               | Earl Williams                           | 6 episódios                                             |
| 1991       | Eyes of a Witness                      | Mambulu                                 | Telefilme                                               |
| 1991       | Brother Future                         | Denmark Vesey                           | Telefilme                                               |
| 1991       | American Experience                    | Narrador                                | Episódio: "Marcus Garvey: Look for Me in the Whirlwind" |
| 1992       | Back to the Streets of San Francisco   | Charlie Walker                          | Telefilme                                               |
| 1992–1993  | Going to Extremes                      | Dr. Norris                              | Personagem principal                                    |
| 1993       | Tribeca                                | Ernest                                  | Episódio: "The Box"                                     |
| 1994–1995  | M.A.N.T.I.S.                           | Miles Hawkins                           | Personagem principal                                    |
| 1994       | Out of Darkness                        | Addison                                 | Telefilme                                               |
| 1994       | SeaQuest 2032                          | Lamm                                    | Episódio: "The Last Lap of Luxury"                      |
| 1994       | On Promised Land                       | Floyd Ween                              | Telefilme                                               |
| 1994       | Cagney & Lacey: The Return             | Marcus Petrie                           | Telefilme                                               |
| 1996       | America's Dream                        | Cal                                     | Telefilme; segmento: "The Boy Who Painted Christ Black" |
| 1996       | Chicago Hope                           | Michael Johnson                         | Episódio: "Life Lines"                                  |
| 1996       | Nightjohn                              | John                                    | Telefilme                                               |
| 1996       | Touched by an Angel                    | Willis Thompson                         | Episódio: "Sins of the Father"                          |
| 1996       | The X-Files                            | Marcus Duff                             | Episódio: "Teliko"                                      |
| 1996–1997  | EZ Streets                             | Christian Davidson                      | 9 episódios                                             |
| 1997       | The Real Adventures of Jonny Quest     | William Marcus                          | Voz, episódio: "Other Space"                            |
| 1997       | The Ditchdigger's Daughters            | Donald Thornton                         | Telefilme                                               |
| 1997       | Buffalo Soldiers                       | John Horse                              | Telefilme                                               |
| 1997–1998  | Superman: The Animated Series          | Alterus, Prefeito de Metropolis         | Voz, 2 episódios                                        |
| 1998       | The Wedding                            | Lute McNeil                             | Telefilme                                               |
| 1999       | Any Day Now                            | Nathan                                  | 2 episódios                                             |
| 1999       | Border Line                            | Detective Mollo                         | Telefilme                                               |
| 1999       | ER                                     | Graham Baker                            | 2 episódios                                             |
| 1999       | Strange World                          | Kevin Manus                             | Episódios: "Eliza"                                      |
| 1999–2000  | Batman Beyond                          | Stalker                                 | Voz, 2 episodes                                         |
| 1999–2000  | The Wild Thornberrys                   | Red Colobus, Tumbulu                    | Voz, 2 episodes                                         |
| 2000       | The Color of Friendship                | Ron Dellums                             | Telefilme                                               |
| 2000       | Little Richard                         | Bud Penniman                            | Telefilme                                               |
| 2000       | The West Wing                          | Jeff Breckenridge                       | Episódio: "Six Meetings Before Lunch"                   |
| 2000       | The Magnificent Seven                  | Obediah Jackson                         | Episódio: "The Trial"                                   |
| 2000       | Family Law                             | Tom Calloway                            | Episódio: "Affairs of the State"                        |
| 2001       | American Experience                    | Frederick Douglass                      | Episódio: "The Massachusetts 54th Colored Infantry""    |
| 2001       | Kate Brasher                           | Jackson Turner                          | Episódio: "Jackson Turner"                              |
| 2001       | Night Visions                          | Dan                                     | Episódio: "A View Through the Window"                   |
| 2001–2004  | Justice League                         | J'onn J'onnz / Caçador de Marte         | Voz, personagem principal                               |
| 2001–2006  | Alias                                  | Marcus Dixon                            | Personagem principal                                    |
| 2002       | Toonami                                | Swayzak                                 | Episódio: "Trapped in Hyperspace"                       |
| 2003       | The Wonderful World of Disney          | O Pai                                   | Episódio: "Sounder"                                     |
| 2003       | Static Shock                           | J'onn J'onnz / Caçador de Marte Anansi  | Voz, 3 episódios                                        |
| 2004–2006  | Justice League Unlimited               | J'onn J'onnz / Caçador de Marte         | Voz, 18 episódios                                       |
| 2005       | Slavery and the Making of America      | Salomon Northup                         | Episódio: "Seeds of Destruction"                        |
| 2006       | Battlestar Galactica                   | Danny 'Bulldog' Novacek                 | Episódio: "Hero"                                        |
| 2008       | Cold Case                              | Cordell Baker '08                       | Episódio: "Wednesday's Women"                           |
| 2008       | Grey's Anatomy                         | Kurt Walling                            | Episódio: "There's No 'I' in Team"                      |
| 2008       | Chuck                                  | Ty Bennett                              | Episódio: "Chuck Versus the Sensei"                     |
| 2009       | Batman: The Brave and the Bold         | Tornado Champion, Tornado Tyrant        | Voz, episódio: "Hail the Tornado Tyrant!"               |
| 2010       | Black Panther                          | Uncle S'Yan, additional voices          | Voz, 6 episódios                                        |
| 2010       | Trauma                                 | Agente especial Reynolds                | Episódio: "Tunnel Vision"                               |
| 2010       | Criminal Minds                         | James "Jay-Mo" Morris                   | Episódio: "Devil's Night"                               |
| 2011       | NCIS                                   | Beau Hindley                            | Episódio: "Tell-All"                                    |
| 2012       | Southland                              | Joel Rucker                             | 3 episódios                                             |
| 2014       | Family Guy                             | Oficial                                 | Voz, episódio: "Baking Bad"                             |
| 2014       | Hope: The Last Paladin                 | Robert Danforth                         | Episódio: "Pilot"                                       |
| 2015       | The Returned                           | Leon Wright                             | 5 episódios                                             |
| 2015       | Zoo                                    | Delavenne                               | 6 episódios                                             |
| 2016       | UnREAL                                 | Henry Carter                            | Episódio: "Infiltration"                                |
| 2017       | Six                                    | Robert Chase Sr.                        | Episódio: "Confession"                                  |
| 2017       | Doubt                                  | Walter Don Burkes                       | Episódio: "#2.5"                                        |
| 2017–2018  | NCIS: Los Angeles                      | Charles Langston                        | 4 episódios                                             |
| 2017–2019  | Supergirl                              | M'yrnn J'onzz                           | Personagem recorrente; 15 episódios                     |
| 2018       | Bunnicula                              | Guarda da prisão líder, Morcego vampiro | Voice, episode: "Prism Prison"                          |
| 2019, 2022 | This Is Us                             | Abe Clarke                              | 2 episódios                                             |
| 2020       | God Friended Me                        | Alphonse Jeffries                       | Episódio: "BFF"                                         |
| 2020       | Altered Carbon                         | Lukas Imani                             | 2 episódios                                             |
| 2021       | The Falcon and the Winter Soldier      | Isaiah Bradley                          | 3 episódios                                             |
| 2021       | Young Justice                          | M'aatt M'orzz                           | Voz, 3 episódios                                        |
| 2021–2022  | S.W.A.T.                               | Saint                                   | 3 episódios                                             |
| 2023       | The Fall of the House of Usher         | C. Auguste Dupin                        | 8 episódios                                             |
| 2023       | Obliterated                            | James Langdon                           | 6 episódios                                             |

### Teatro
| Ano  | Título                        |
| ---- | ----------------------------- |
| 1980 | Eden                          |
| 1997 | Macbeth                       |
| 2013 | The Motherfucker with the Hat |
| 2013 | Storefront Church             |
| 2015 | Let There Be Love             |
| 2015 | Between Riverside and Crazy   |
| 2016 | Red Velvet                    |

### Video games
| Ano  | Título                              | Personagem                      | Notas         |
| ---- | ----------------------------------- | ------------------------------- | ------------- |
| 2004 | Alias                               | Agente Marcus Dixon             |               |
| 2008 | Command and Conquer 3: Kane's Wrath | Irmão Marcion                   |               |
| 2010 | BioShock 2: Minerva's Den           | Charles Milton Porter           |               |
| 2012 | Diablo III                          | Doutor bruxo – Macho            | [ 16 ]        |
| 2013 | Injustice: Gods Among Us            | J'onn J'onnz / Caçador de Marte | Não-creditado |
| 2014 | Diablo III: Reaper of Souls         | Doutor bruxo – Macho            | [ 16 ]        |
| 2015 | Heroes of the Storm                 | Nazeebo                         |               |
| 2017 | Tacoma                              | Odin                            | [ 16 ]        |

## Prêmios e indicações
- 1980: Los Angeles Drama Critics Circle Award, Lead Performance – Eden[19]

## Links externos
- Carl Lumbly no IMDb